# Titaantjes (radioprogramma)
Titaantjes was een Vlaams radioprogramma dat tot van 5 februari 2001 en met het seizoen 2006-2007 elke zondag van negen tot tien door Radio 1 werd uitgezonden. 

## Concept
"Titaantjes" was een praatprogramma waarin Pat Donnez wekelijks een Bekende Vlaming of Bekende Nederlander interviewde over hun leven en werk. Terugkerende thema's waren: de jeugd, de doorbraak, de crisis, de liefde, geld. Parallel werd de gast ook becommentarieerd door een "compagnon", die dezelfde thema's aansneed. Dat kon bijvoorbeeld de partner, een collega, familielid of vriend zijn.
De laatste vraag was altijd: Hoeveel verdient U?

## Productie
Rolly Smeets zorgde voor de muzikale intermezzi in overleg met de gast, die zijn liefdesliedje mocht kiezen. Andere leden van de redactie waren Brecht Devoldere, Annick Lesage, Wim Vangrootloon, Wim Vandenbussche en Elke Vandersypen.
Gasten in het programma waren onder meer: Youp van 't Hek, Willy Kuypers, Jan Fabre, Salvatore Adamo, Hans Liberg, Robert Long, Kaat Tilley, Renate Dorrestein, Yves Leterme, Armand Pien, Dirk Sterckx, Toots Thielemans (10-9-2006), Pedro Brugada (17-9-2006), Paul van Cauwenberghe, Walter Boeykens en Michel Wuyts.

## Laatste aflevering
Het seizoen 2006-2007 was het laatste. Het werd afgesloten met een reeks herhalingen (hoogtepunten) tijdens de zomervakantie. De reeks eindigde op 2 september 2007 met een heruitzending van het gesprek met Panamarenko.